# ドイツ国鉄05形蒸気機関車
ドイツ国鉄05形蒸気機関車（ドイツこくてつ05がたじょうききかんしゃ、DRG Baureihe 05）は、ドイツ国営鉄道（DRG:Deutsche Reichsbahn-Gesellschaft 現：ドイツ鉄道）の旅客用テンダー式蒸気機関車である。

## 概要
1930年代の欧米では、自動車や航空機の発達などの要因により、鉄道が次第に競争にさらされるようになっていた。そこでこれらの国では鉄道に競争力を持たせるべく、列車の高速化のための技術開発が積極的に推進されるようになっていった。ドイツにおいては、フリーゲンダー・ハンブルガーのような高速気動車が製作され、1930年代前半の時点で、平均速度ベースで世界最高速度の列車となっていた。
しかし、気動車の場合、当時のエンジン出力に対する重量の制約から、軽量化の必要があり、居住性の点で客車に比べて難があった。そこで、居住性の優れた客車での高速化を行うべく、高速蒸気機関車の開発を行うこととなった。また、1933年にアドルフ・ヒトラーによるナチス政権が成立したこともあり、当時、米英仏に並ぶ「鉄道先進国」として、ドイツ国家の威信をかけた機関車の開発が必要とされていた。
このような状況下で、ドイツ鉄道開業100周年にあたる1935年に製作された蒸気機関車が、05形蒸気機関車である。

## 車両

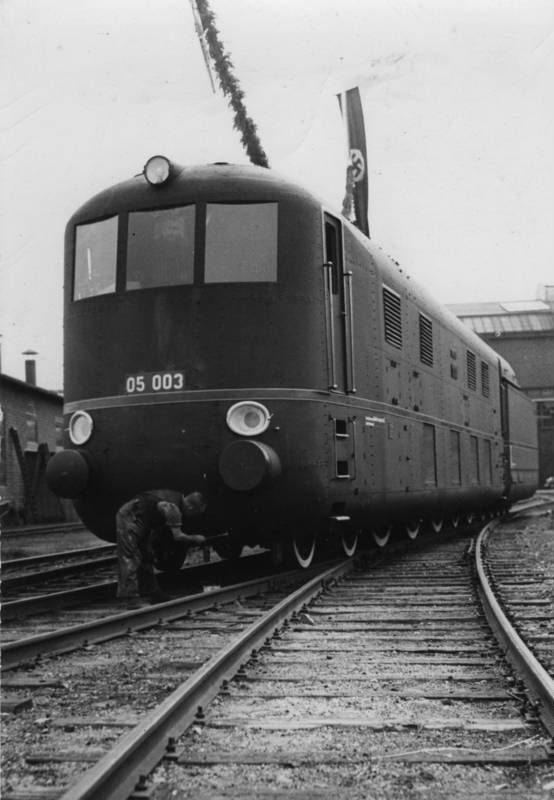
キャブフォワード形の05 003号機

ドイツ国鉄の急行旅客用蒸気機関車として増備されていた03形の154号機で1934年に行われた試験的な流線形改造とその結果を元に新規に設計、製造された急行旅客用蒸気機関車で、1935年に2両（05 001と05 002）、1937年に1両（05 003）が、いずれもボルジッヒ社で製作された。
車体形状は流線形を全面的に採用、シリンダは3気筒（3シリンダ）式、動輪直径は01形や03形での2000mmを上回る2300mmとなり、炭水車も連続運転を前提に炭水搭載量を増やしたものとなった。
最初の2両は落成後後述する高速記録達成などの試験が行われ、その後1936年春からハンブルク・アルトナ機関区に配属の上ベルリン - ハンブルク間の特急列車1往復（FD23･24列車）の専用機として運用を開始している。最高速度は175km/h、平均速度は119km/hで、気動車による列車には少し及ばなかったものの、当時としては世界最高水準の高速列車であった。
最後の1両（05 003）は流線形車体を有するが先行の2両とは異なり運転台を最前部に配置し、運転台後部にボイラと火室を設けるという、非常に特徴的な構造（キャブフォワード形）が採用され、炭水車からの給炭には車上で粉砕した石炭を蒸気で前方に送るという方式が採用されたが、不具合の多さから通常の石炭でなくより細かい微粉炭を用いるものに改造された 。

## 高速記録
落成直後に高速試験機として指定された05 002号機は1935年7月26日に試験用客車3両（196t）を牽引して195.6km/hを記録、翌1936年5月11日には客車4両（197t）を牽引して高速試運転が実施され、ベルリン - ハンブルク間の下り緩勾配上で200.4km/hという、蒸気機関車としては当時の世界最高速度を記録している。この記録は、史上初めて、蒸気機関車による200km/h走行が達成されたことも意味する。
この記録は1938年に、イギリスのマラード号によって破られるまでのわずか数年間のものではあったが、ドイツの鉄道技術の水準を世界に知らしめることとなった。

## その後

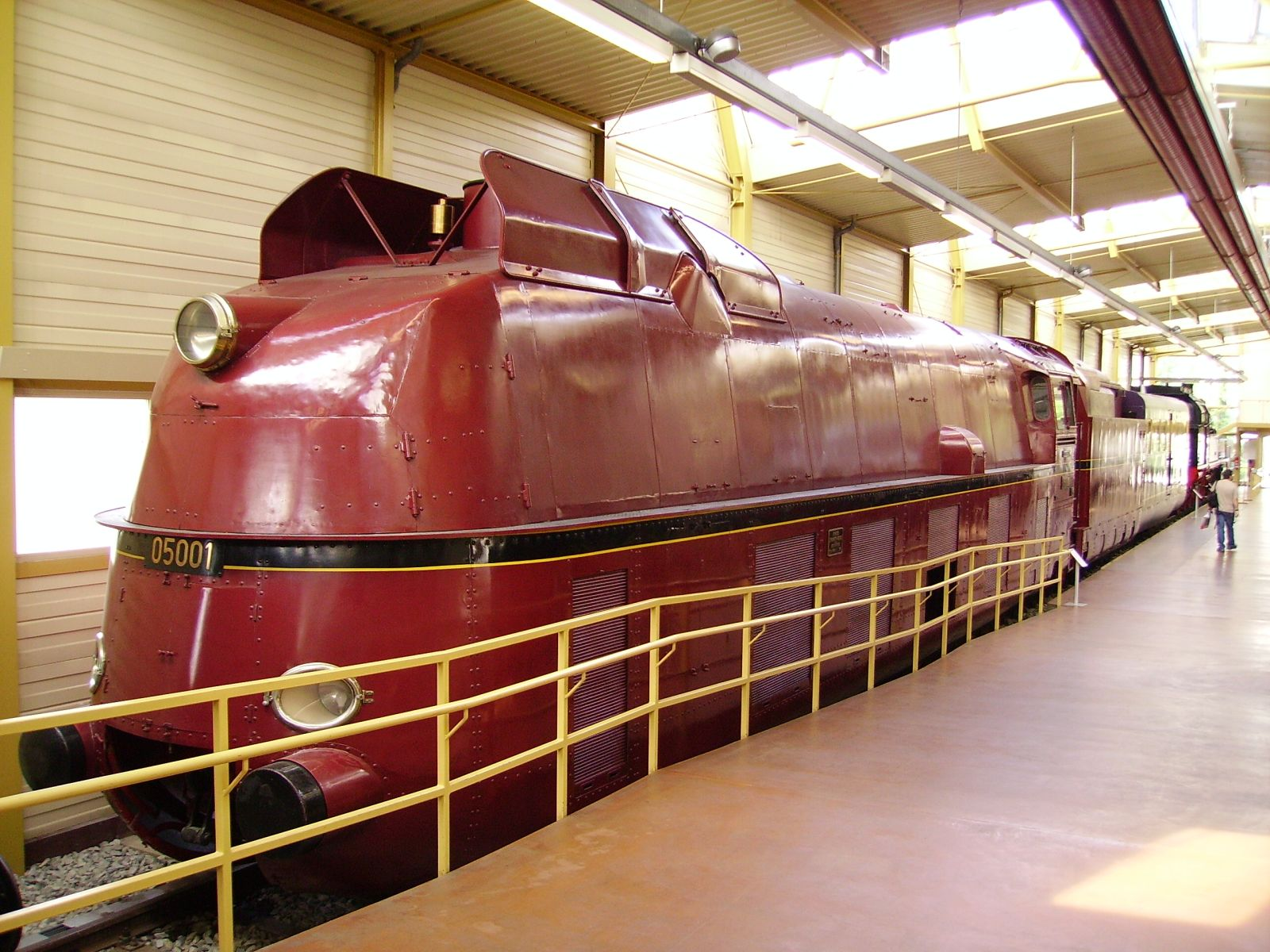
ニュルンベルク交通博物館にて展示されている05 001号機

1939年に第二次世界大戦が勃発すると、ドイツ国内の高速列車は運転を中止した。05形各機はベルリン - ハンブルク間で軍用列車や政府関係の列車を牽引することとなった。05 001号機と05 002号機は戦時中に車体下半分の流線形のカバーを撤去、05 003号機は給炭方式の不具合解消を兼ねて1944年に流線形カバーを全て撤去し通常の運転台配置に改造、車体には戦局悪化を反映した迷彩や防弾板を施した状態で運用された。
終戦後、ドイツの鉄道当局は、これら3両の機関車を廃車にする予定であったが、1950年にクラウス・マッファイ社にて再生工事が行われ、1951年までに全車本線上に復帰した。しかし、工事前の001号機と002号機に残されていた流線型のカバーは全て撤去、蒸気圧力や出力を低下する改造も行われ、戦前の高速性能は失われた。
1952年のドイツ連邦鉄道発足後は3両とも同国鉄の所属となり、05形（DB Baureihe 05）として急行列車を牽引し、1958年に3両全車が営業運転を終了した。
05 002号機と05 003号機は1957年までに解体されたが、05 001号機は、ニュルンベルク交通博物館に静態保存されている。その際流線型カバーの一部が復元されている 。

## 日本への影響
1934年11月1日に大連〜新京間を結んだ南満州鉄道「アジア号」が開業しており、それを牽引したパシナ型蒸気機関車は流線型デザインを同時設計された牽引車両と世界で初めて一体化させたデザイン思想を採用しただけでなく、最高速130km/hの大陸横断高速鉄道として企図された。この技術と運用のノウハウが後に日本から東南アジアまでを直通する広軸新幹線計画、いわゆる一般に弾丸列車計画と言われる高速鉄道計画の下敷きとなった。
その後、アメリカ国内での相次ぐ流線型高速鉄道の整備発展と、欧州での先進的な流線型機関車開発競争は日本においても強く国策を刺激するものとなり、特にベルリン五輪開催時にナチスドイツにより世界に喧伝された05型蒸気機関車の技術成果にも刺激される形で、日本においても日本本土を縦断し、海底トンネルを使い揚子江河口域からインドネシアに至る弾丸列車計画が始動するに至る。その為の弾丸列車専用車両として、数種類の大型電気機関車や大型蒸気機関車を製作・投入することが予定され、そこには南満州鉄道での先進的な高速鉄道網運営の成功が後押しとなった。
計画における技術理論の基軸として長距離・高速の大型旅客列車牽引用蒸気機関車の設計が求められ、それが「HC51形」と呼ばれる3動軸の蒸気機関車であった。これには国内最大1750mm動輪に対して、満鉄パシナ号の設計理論上の達成点であった動輪径2000mmをさらに上回る、2300mm動輪を3輪対持ちさせる設計が成され、この動輪軸特性や計画図面の方向性はドイツ05型蒸気機関車の影響を受けたと捉えるのが一般的な通説となっている。
太平洋戦争の戦局が悪化したことで、弾丸列車計画は頓挫し「HC51形」は設計構想で終わるが、先に実施された敷設用地買収やトンネル開削工事などの路網整備やHEH50などの弾丸列車設計ノウハウの前提が、戦後の日本国内での東海道新幹線敷設の前提となった。